# Wirtschaftsstatistik
Die Wirtschaftsstatistik ist die Lehre von der systematischen Erfassung, Darstellung und Interpretation ökonomischer Tatbestände mit Hilfe statistischer Methoden.

## Aufgaben
Die Wirtschaftsstatistik widmet sich einem breiten Themenspektrum:
- der Formulierung materieller Fragestellungen auf der Grundlage wirtschaftstheoretischer Konzepte, wirtschaftspolitischer Zielvorstellungen und demographischer bzw. sozialer Erfordernisse
- der Erfassung, Aufbereitung und Darstellung der relevanten Tatbestände und
- der Auswertung und Interpretation der Ergebnisse

## Gegenstände der Wirtschaftsstatistik
Die Wirtschaftsstatistik behandelt u. a. die folgenden Gegenstandsbereiche. Angeführt werden Weiterleitungen zu Statistiken innerhalb der Wikipedia.
- Produkte
  - Landwirtschaft und Fischerei
    - Liste der größten Getreideproduzenten
      - Weizen#Die größten Weizenproduzenten
      - Reis#Die größten Reisproduzenten
      - Mais#Die größten Maisproduzenten
      - Roggen#Die größten Roggenproduzenten
      - Gerste#Die größten Gersteproduzenten
      - Saat-Hafer#Die größten Haferproduzenten

    - Kartoffel#Wirtschaftliche Bedeutung

  - Bergbau
    - Kohle/Tabellen und Grafiken
    - Erdöl/Tabellen und Grafiken
    - Erdgas/Tabellen und Grafiken
    - Uran/Tabellen und Grafiken
    - Gold/Tabellen und Grafiken
    - Silber/Tabellen und Grafiken
    - Kupfer/Tabellen und Grafiken
    - Platinmetalle/Tabellen und Grafiken
    - Liste der größten Eisenerzförderer
    - Liste der größten Bauxitproduzenten
    - Liste der größten Bleiproduzenten
    - Liste der größten Diamantenproduzenten
    - Liste der größten Nickelproduzenten
    - Liste der größten Zinkproduzenten
    - Liste der Länder mit der größten Zinnproduktion

  - Energie
    - Elektrizität/Tabellen und Grafiken

  - Industrie
    - Stahl/Tabellen und Grafiken
    - Liste der größten Roheisenerzeuger
    - Liste der größten Aluminiumproduzenten
    - Liste der größten Zementhersteller
    - Wirtschaftszahlen zum Automobil

  - Dienstleistungen
    - Welthandel/Tabellen und Grafiken

## Fragestellungen
Die Fragestellungen der Wirtschaftsstatistik ergeben sich sowohl aus der Volkswirtschaftslehre als auch aus der Betriebswirtschaftslehre. Aus der volkswirtschaftlichen Theorie ergeben sich Aufgabenstellungen, z. B.
- Beobachtung des Wirtschaftswachstums und Konjunkturverlaufs
- Erfassung und Darstellung der Erwerbstätigkeit und Arbeitslosigkeit
- Preisentwicklung und Teuerung

und aus der betriebswirtschaftlichen Theorie, z. B.
- Bestimmung des Produktionsergebnisses
- Qualitätskontrolle
- Lagerbestandsanalyse.

Dabei müssen theoretische ökonomische und demographische Konzepte in Kategorien der Statistik übertragen werden (Prozess der Adäquation und Operationalisierung). Die Kategorien müssen diesen Konzepten inhaltlich möglichst nahekommen und praktisch, technisch, juristisch und finanziell realisierbar sein. Ziel ist dabei die bestmögliche Überwindung der Diskrepanz zwischen wirtschaftstheoretischen, abstrakten gedanklichen Konstruktionen und Modellbegriffen und den statistischen Begriffen, die operationalisierbar sind.
Daneben müssen ökonomische und demographische Tatbestände mit Hilfe geeigneter statistischer Methoden und Verfahren erfasst, aufbereitet und dargestellt werden sowie die gewonnenen Ergebnisse analysiert und interpretiert werden.